# Bimba y Lola
Bimba y Lola – hiszpańska firma i marka z branży modowej, która specjalizuje się w sprzedaży odzieży i akcesoriów, jej siedzibą jest Mos w Galicji. 

## Historia
Bimba y Lola została założona w 2005 roku przez Uxíę i Maríię Domínguez. Pierwszy sklep został otworzony w 2006 w Bilbao, wystrój wnętrz powstał jako autorskie dzieło Elsa Urquijo, która współpracowała wcześniej z innymi markami modowymi. Grupą docelową są kobiety w średnim wieku, które poszukają codziennego ubioru, który nie jest w pełni sformalizowany. Oprócz odzieży Bimba y Lola oferuje również biżuterię, torebki i buty.
Obecnie marka ma 275 sklepów i stoisk w 14 krajach w Europie, Ameryce i Azji, a jej sklep internetowy generuje miliony odsłon. Sklepy w takich miastach jak Paryż, Londyn, Bolonia, Mediolan, Rzym, Madryt, Barcelona, Meksyk, Santiago, Seul czy Singapur odzwierciedlają otwarty międzynarodowy charakter przedstawianej oferty.